# Dub FX
Dub FX właśc. Benjamin Stanford (ur. 11 czerwca 1983 w St Kilda) – australijski artysta uliczny i muzyk. Jego twórczość charakteryzuje wykorzystanie jedynie swojego głosu zapętlanego i przetwarzanego za pomocą loop station.

## Muzyka
Dub FX utrzymuje, że jest całkowicie niezależny i wykorzystuje tylko: występy na żywo, buzz marketing, internetowe sieci społecznościowe i łatwo dostępne, darmowe sample. Na materiale promocyjnym jego pierwszego albumu Everythinks A Ripple napisano, że wszystkie dźwięki na albumie zostały stworzone przy wykorzystaniu jego głosu, efektów Rolanda i zapętlenia.

## Dyskografia
- 2007 - Live in the Street
- 2009 - Everythinks a Ripple
- 2010 - A Crossworlds
- 2013 - Everythinks a Rmx
- 2013 - Theory of Harmony
- 2016 - Thinking Clear
- 2020-  Roots